# Cerkiew św. Proroka Eliasza w Dębku
Cerkiew św. Proroka Eliasza – prawosławna cerkiew parafialna w Dębku na Białorusi, w dekanacie brzeskim rejonowym eparchii brzeskiej i kobryńskiej Egzarchatu Białoruskiego Patriarchatu Moskiewskiego.

## Historia
Cerkiew została zbudowana w okresie XVIII–XIX wieku. Ostatnia konsekracja miała miejsce 2 sierpnia 2002 r.

## Architektura
Świątynię wzniesiono z drewna w stylu regionalnym, ściany świątyni pomalowane są kolorem niebieskim. Do świątyni przyłączona jest 3-kondygnacyjna wieża-dzwonnica, zwieńczona cebulastą kopułą. Nad wejściem znajduje się ikona patronalna. Centralna część cerkwi – na planie prostokąta, z dachem namiotowym. Na dachu świątyni osadzona jest kopuła z dwiema na siebie nałożonymi „cebulami”. Pomiędzy przedsionkiem i nawą mieści się łącznik. Nawa zamknięta trójbocznie. Odachowanie cerkwi zostało wykonane z blachy.

## Wnętrze
W środku znajduje się ikonostas.